# عبد الحميد الرافعي
عبد الحميد بن عبد الغني الرافعي الفاروقي (1851 - 1932) شاعر وكاتب وصحفي وسياسي لبناني ولد في طرابلس.

## مسيرته
وُلد في طرابلس بلبنان في 5 شعبان 1275ه الموافق لـ مارس 1851م. كان أبوه من كبار علماء طرابلس وقد رعاه في نشأته، ثم تلقّى دراسته في مدارس طرابلس، ولازم دروس العلم على شيخه حسين الجسر مدة أربع سنوات، وحضر دروس البلاغة في حلقة العلامة الشيخ محمود نشابة، وبعدها رحل إلى مصر وتلقى عن علماء الجامع الأزهر مدة خمس سنوات، وبرع في العلوم العربية والأدب، ثم رحل إلى الأستانة ولازم في مدرسة الحقوق، وكان خلالها يحرر في جريدة الاعتدال العربية بالمناوبة مع الكاتب حسن حسني الطويراني.
عاد إلى طرابلس، ودخل في خدمة الدولة فعُيّن مستنطقاً في طرابلس، وأقام فيها مدة عشر سنوات، ثم نقل منها إلى بنغازي فلم يشأ الذهاب إليها، وتوجه إلى الأستانة، وانتسب بالفحص إلى سلك وزارة الداخلية، فعيِّن قائم مقام لقضاء الناصرة، وتنقل في الوظائف الإدارية مدة عشرين سنة، وحاز الرتبة الثانية تقديراً لحسن خدماته، ثم أحيل إلى التقاعد سنة 1914.
تعرض لسخط الحكومة التركية خلال الحرب العالمية الأولى بسبب فرار ولده من الخدمة العسكرية الإجبارية، ونُفي إلى المدينة المنورة، ثم نقل منها إلى قرقلر إيلي في الأناضول، وبقي منفيًّا مدة سنة وثلاثة أشهر.
أطلق عليه لقب (بلبل سورية) وأقيم له احتفال لتكريمه من قبل الحكومة اللبنانية مُنح فيه وسام الاستحقاق اللبناني، وشارك في الحفل أعلام الأدب وكبار شعراء الوطن العربي منهم: شكيب أرسلان، وخليل مطران، كما شارك أحمد شوقي بقصيدة أرسلها إلى الاحتفال.

## أعماله
- ديوان عبد الحميد الرافعي: طبع في بغداد
- الأفلاذ الزبرجدية في مدح العترة الأحمدية
- المدائح الرفاعية
- مدائح البيت الصيادي
- المنهل الأصفى في خواطر المنفى

## وفاته
تُوفي في يوم الجمعة 16 ذو الحجة 1350هـ الموافق لـ22 أبريل 1932م، ودُفن بمقبرة الأسرة في طرابلس.